# Helmut Gröttrup
Helmut Gröttrup (Colonia, 12 de febrero de 1916 – Múnich, 4 de julio de 1981) fue un ingeniero eléctrico alemán. Trabajó durante la Segunda Guerra Mundial como ayudante de Wernher von Braun en el proyecto del cohete V-2, el precursor más directo del misil y el cohete espacial. Gröttrup era responsable del desarrollo del sistema de guía.
Tras la derrota alemana en la guerra (1945, momento en que los científicos alemanes eran altamente demandados por las superpotencias vencedoras, que iniciaban su propio enfrentamiento en la Guerra Fría) Gröttrup optó por la Unión Soviética mientras que su antiguo jefe lo hacía por los Estados Unidos. Los conflictos personales entre ellos pudieron ser la clave de esa divergencia. Desde el 9 de septiembre de 1945 hasta el 22 de octubre de 1946, Gröttrup trabajó bajo la supervisión de Sergéi Koroliov en la zona de ocupación soviética de Alemania (Alemania Oriental). En esa fecha, todos los científicos e ingenieros del proyecto fueron trasladados inesperadamente a la Unión Sovética con sus familias, en un convoy ferroviario.
Gröttrup colaboró con Koroliov en el proyecto R-1, una recreación de la V-2 usando materiales y maquinaria soviética. En Kapustin Yar, ayudó en la supervisión del lanzamiento de 20 de estos cohetes. Como prueba para el proyecto de Koroliov, el ministro Dmitri Ustínov solicitó a Gröttrup y su pequeño equipo diseñar varios nuevos sistemas de misiles: el R-10 (G-1), R-12 (G-2), y R-14(G-4), similares a los misiles de largo alcance A9/A10 que von Braun había diseñado durante la guerra. Gröttrup también fue incluido como consultor del misil de crucero R-13 (G-3). Ninguno de estos proyectos pasaron de la etapa de diseño, pero algunas de sus ideas se incorporaron a los sistemas de los misiles R-2 y R-5.
El 2 de noviembre de 1953, Gröttrup volvió a Alemania. Por razones de seguridad, los especialistas alemanes no trabajaban en tecnologías decisivas desde 1951, pero se les mantuvo en territorio soviético durante un año y medio de periodo de "congelamiento" para impedir cualquier filtración en tiempo útil al espionaje británico o estadounidense. Gröttrup y algunos otros pocos científicos fueron mantenidos incluso un poco más a causa de su importante posición, que haría grave cualquier deserción o salida hacia Alemania Occidental.
Una vez en Alemania, Gröttrup trabajó en SEL (Standard Elektrik Lorenz) en Stuttgart (1955-1958). Posteriormente fue el inventor, junto con Jürgen Dethloff, del chip de la tarjeta inteligente, patente desarrollada entre 1968 y 1982. Desde 1970, trabajó para Giesecke & Devrient desarrollando tarjetas de chip y sistemas de procesamiento de billetes de banco.